# Sainte-Hélène-de-Bagot
Pour les articles homonymes, voir Sainte-Hélène et Bagot.
Sainte-Hélène-de-Bagot [sɛ̃t elɛn də baɡɔt] est une municipalité du Québec située dans la MRC des Maskoutains en Montérégie.

## Toponymie
Le premier constituant rappelle le souvenir Helen Shaw, la mère de David Shaw Ramzay (Édimbourg, Écosse, 1825 ‑ Montréal, 1906) et le deuxième celui de Charles Bagot.

## Histoire
Elle est née de la fusion, en 1977, de la municipalité de paroisse de Sainte-Hélène, fondée en 1855, et de la municipalité du village de Sainte-Hélène-de-Bagot, fondée en 1925.

## Géographie
Elle se situe entre Saint-Hyacinthe et Drummondville et est traversée par l'autoroute 20 - Jean-Lesage, le village d'un côté et les terres de l'autre. La rivière Chibouet, un affluent de la rivière Yamaska, la traverse du sud-est vers le nord-ouest.
Sa localisation a permis, dans les années 1970, avec la construction d'une voie rapide entre Montréal et Québec, de devenir un village halte-routier. Plusieurs restaurants et stations services sont présents dans cette localité de 1500 habitants. Selon le ministère des Transports du Québec, plus de 1000 camions par jour s'arrêtent dans ce petit village.
La municipalité faisait partie de l'ancien comté de Bagot. Elle fait maintenant partie de la circonscription provinciale de Johnson.

## Démographie
| 1991  | 1996  | 2001  | 2006  | 2011  | 2016  | 2021  |
| ----- | ----- | ----- | ----- | ----- | ----- | ----- |
| 1 478 | 1 495 | 1 521 | 1 446 | 1 637 | 1 688 | 1 696 |

| Langue              | Population | Pct (%) |
| ------------------- | ---------- | ------- |
| Français seulement  | 1 385      | 96,18 % |
| Anglais seulement   | 0          | 0,00 %  |
| Français et Anglais | 0          | 0,00 %  |
| Autres langues      | 55         | 3,82 %  |

## Administration
Les élections municipales se font en bloc pour le maire et les six conseillers.
| Sainte-Hélène-de-Bagot Maires depuis 2001                                                                             |                |                                                    |          |
| Élection | Maire          | Qualité                                            | Résultat |
| 2001 | Yves Petit     | Maire depuis 1997 Conseiller municipal (1977-1997) | Voir     |
| 2005 | Yves Petit     | Maire depuis 1997 Conseiller municipal (1977-1997) | Voir     |
| 2009 | Yves Petit     | Maire depuis 1997 Conseiller municipal (1977-1997) | Voir     |
| 2013 | Yves Petit     | Maire depuis 1997 Conseiller municipal (1977-1997) | Voir     |
| 2017 | Stéphan Hébert | Conseiller municipal (2001-2017)                   | Voir     |
| 2021 | Réjean Rajotte |                                                    | Voir     |
| Élection partielle en italique Depuis 2005, les élections sont simultanées dans toutes les municipalités québécoises. |                |                                                    |          |

## Personnalité
- Joël Legendre né le 8 septembre 1966 à Sainte-Hélène-de-Bagot, un chanteur et animateur de télévision et de radio québécois.
- Paul Dufault (1872-1930), ténor international. Entre 1916 et 1922 il enregistre chez Columbia & RCA Victor.